# A7-es autópálya (Románia)
Az A7-es autópálya egy épülő romániai autópálya, amely északi irányban, Bodzavásárt és Bákót érintve érné el az ukrán határt.

## Története
A Ploiești és Páskán közötti szakaszokon jelenleg zajlanak az előkészületek, érvényes tervezési szerződések vannak. A tervek egy része 2020 végéig, másik része 2021 elejéig kell elkészüljenek. 2022 második felében négy szakasz kivitelezési szerződését is aláírták.

### Bodzavásár−Foksány
A 82,44 km hosszú szakaszt négy alszakaszra bontották.
Az 1. szakaszt és a 2. szakasz nagy részét Bodzavásár (Buzău) és Râmnicu Sărat között 2024. novemberében adták át.
A román cégek által kivitelezett, 10,94 km hosszú 4. számú Mandresti Munteni–Focsani Nord (Foksány észak) alszakasz szintén 2024. novemberében készült el.

### Bákói elkerülő
Az elsőként elkészült szakasza a bákói elkerülő, melynek a keleti része a gyorsforgalmi út részét képezi. A szakasz megépítéséről 2015-ben írtak alá kivitelezési szerződést a török Eko Inșaat Ve Tic céggel, amit 2017 tavaszán felbontottak. Második próbálkozásra, 2018 decemberében írtak alá tervezési és kivitelezési szerződést a román UMB Spedition céggel, amely székhelye éppen Bákóban van. A Bákót keletről elkerülő szakaszt 2020. december 2-án adták át.

### Szucsáva−Szeretvásár
2024 februárjában Románia autópályáin 36 új csomópont előkészítését jelentették be. Ebből az A7-en kettő található: Dumbrava Prahova megyében, valamint Egyedhalma (Adjud) Vrancea megyében.

## Nyomvonala
Az épülő A7-es autópálya a Kárpátokon túli román országrészeket, Moldvát és Havasalföldet kötné össze. A kormány tervei alapján az A3-asból ágazna ki Ploiești közelében, majd Bodzavásár, Foksány és Bákó mellett elhaladva Páskán közelében keresztezné az A8-as autópályát, végül Szeretvásár közelében érné el az ukrán határt. Az út egy része autóútként, egy része pedig autópályaként valósulna meg.